# リラプス・レコード
リラプス・レコード (Relapse Records)は、アメリカ合衆国・ペンシルベニア州のフィラデルフィアに拠点を置くインディペンデント・レーベル。主にデスメタル、グラインド・コア、ドゥーム・メタルのバンドの音源をリリースしている。

## 主なバンド
※過去に在籍していたバンドも含む
- アゴラフォビック・ノーズブリード (Agoraphobic Nosebleed)
- アモルフィス (Amorphis)
- アナル・カント (Anal Cunt)
- Benümb
- Blood Duster
- Bongzilla
- ブルータル・トゥルース (Brutal Truth)
- Burnt By The Sun
- セファリック・カーネイジ (Cephalic Carnage)
- クレチン (Cretin)
- ザ・ディリンジャー・エスケイプ・プラン (The Dillinger Escape Plan)
- ドン・キャバレロ (Don Caballero)
- ダイイング・フィータス (Dying Fetus)
- イグジュームド (Exhumed)
- Exit-13
- General Surgery
- ハイ・オン・ファイア (High On Fire)
- Incantation
- マストドン (Mastodon)
- ミザリー・インデックス (Misery Index)
- Mortician
- ナザム (Nasum)
- ネクロファジスト (Necrophagist)
- ニューロシス (Neurosis)
- ナイル (Nile)
- オブスキュラ (Obscura)
- オリジン (Origin)
- ピッグ・デストロイヤー (Pig Destroyer)
- Skinless
- ソイレント・グリーン (バンド)
- サフォケイション (Suffocation)
- Today Is The Day
- Unsane
- Zeke